# Enrique de Borja y Aragón
Enrique de Borja y Aragón, španski rimskokatoliški duhovnik, škof in kardinal, * 1518, Gandia, † 16. september 1540.

## Življenjepis
17. decembra 1539 je bil imenovan za škofa Squillaceja.
Čez dva dni je bil povzdignjen v kardinala. Leta 1540 je prejel škofovsko posvečenje.